# アニューの戦い
アニューの戦いは、第二次世界大戦中、ベルギーの戦いのさなか、ベルギーのアニューで1940年5月12日から14日の間行われた戦いのことである。この戦いは第二次世界大戦における初めての大規模戦車戦であり、北アフリカ戦線、独ソ戦が行われるまでは世界最大の戦車戦だった。ドイツ軍のアニュー攻撃はエーリッヒ・フォン・マンシュタイン立案のファル・ゲルプ（Fall Gelb）すなわち黄作戦により、強力なフランス第1軍部隊に足止めを食わせ、アルデンヌの突破を行うドイツA軍集団の主力から引き離すことを目的としていた。ドイツ軍のアルデンヌ突破はオランダ・ベルギー侵入の5日後、5月15日の予定であったが、この遅延は主力部隊がシュリーフェン・プランのようにベルギーを通過してフランスに侵攻するように見せかけるものだった。連合軍はベルギーへ向けて進軍すると、ベルギー東部でドイツ軍の陽動作戦による攻撃で足止めを食うことになった。アルデンヌの側面を攻撃に曝しながら、ドイツ軍はイギリス海峡へ侵攻し連合軍を包囲、殲滅する手はずだった。ドイツ軍はベルギー侵入のちょうど2日後にアニューに到着した。
戦いの初期段階でフランス軍と連合軍は遅滞戦術により展開された一連の交戦には勝利したものの、ベルギー戦線の崩壊を防ぐことはできなかった。ドイツは戦略的にアルデンヌから急遽撤退する連合軍の動きを封じることに成功した。しかしドイツ軍はフランス軍の無力化には失敗、フランス第1軍はドイツ国防軍の進撃を遅らせ、イギリス海外派遣軍をダンケルクから撤退させることを可能にした。

## 背景

### 連合軍の意図
連合軍最高司令官モーリス・ガムランは司令官ガストン・ビヨット率いる第1軍集団と、司令官ルネ＝ジャック＝アドルフ・プリウー（Rene-Jacques-Adolphe Prioux）率いる完全に機械化された騎兵軍団が所属するフランス最強のフランス第1軍を、大規模ではあるものの軽装備のベルギー軍を支援するためにベルギーへ進軍させた。ガムランはドイツ軍がアルベール運河でベルギー軍の防衛線を突破すべく速やか攻撃するだろうと考えていた。いずれにせよベルギー軍は、4日後には同盟軍がベルギー中央部に計画的に張ったアントワープ・ナミュール間のディール線へ撤収することになっていて、ベルギー軍はナミュール北方のジャンブルーを中心に、塹壕で防備された戦線を速やかに確立しようとしていた。ガムランは敵主戦力の動向を予想し、この作戦の敵の主な目的は電撃戦であり、ディール川とマース川間の「ジャンブルーの間隙」に装甲部隊を集中させて突破することであると確認した。また、ベルギー・オランダ・ルクセンブルクはドイツ軍が黄作戦を発動して侵入を開始するまでは依然として中立の立場にあるため、フランス第1軍が戦いの準備を満足に行うのは不可能であることがわかった。そのため騎兵軍団はマース川が東に流れをかえ、アルベール運河と接続する合流するジャンブルー・マーストリヒト間で遅滞戦術を実行する任務を与えられた。そしてドイツ軍侵入後の8日までにジャンブルー地域に到着し、敵の侵入を阻止して、フランス第1軍に塹壕を掘る十分な時間を稼いだ。
騎兵軍団は1939年12月26日に編成され、既存の騎兵部隊の装甲師団、第1軽機械化師団（1re Division Légère Mécanique、1e DLM）と第2軽機械化師団が所属していた。しかし1940年3月26日、第1軽機械化師団は敵軍の侵攻に際しブレダ近辺でオランダ軍との連絡を確立する任務を与えられた。そのため、この経験豊かで活動的な師団は騎兵軍団から異動となり、代わりに第3軽機械化師団が配属された。しかし第3軽機械化師団は2月1日に編成されたばかりで予備兵が配属されており、まだ訓練が不十分であった。それでもプリウーはマーストリヒトでの河川横断戦や、その他の作戦行動を行うのに十分な戦力であると考えた。しかし第3の選択肢として急造の防衛線を守ることにした。敵がジャンブルーから十分な距離にあるならば、彼は自由に作戦が選ぶことができた。彼は状況に応じて生じる必要性により、全ての可能性を念頭に置いて行動することに決めた。

### ドイツ軍の意図
この地域でドイツ軍が、第4装甲師団のためにエバン・エマール要塞、マース川、アルベール運河を制圧しオランダ・ベルギーの防衛を突破して道を開き、アルベール運河の防衛線の早期崩壊に至らせるという計画を展開するあたっては、空挺部隊と電撃部隊による急襲が必要であった。一旦、この突破口が開かれたならば、司令官エーリヒ・ヘプナー率いる第16軍団とB軍集団が第4装甲軍団の命令系統を引き継ぐ予定だった。またヘプナーの任務は第3装甲師団と第20自動車化歩兵師団の指揮も取り、橋頭堡から軍団を速やかに出撃させ、ジャンブルー周辺の連合軍到着予定地域をフランス歩兵師団が到着して足場を固める前に占領して、最悪の不安材料をフランス軍最高司令部与えることでドイツ側の思惑と一致させ、フランス第1軍のような脅威度の高い連合軍部隊を誘き寄せ、アルデンヌの主力から引き離すことによりドイツ国防軍のイギリス海峡への迅速な進撃と大規模な包囲を可能にするというものであった。つまるところヘプナーの行動は陽動作戦だったのである。

## 両軍の状況

### 連合軍
両軍がかなりの数の戦車部隊を送り込んだため、アニューの戦いは作戦の中でも最も大規模な戦車戦になった。フランス軍の軽機械化師団はそれぞれ2個軽機械化旅団が所属しており、これらのうち一つに2個戦車連隊が所属した「戦闘」旅団があった。これには2個戦車連隊が所属しており、それぞれに2個の戦車戦隊、ソミュア S35が配備された中戦車戦隊1個とオチキス H35が配備された軽戦車戦隊1個が所属していた。。その戦力はS35が44両、H35が43両、さらに装甲司令車が8台であった。他の旅団には2個戦隊でパナール178装甲車を44両を保有する偵察連隊が所属し、機械化された歩兵連隊にはラフリィS20TL装甲兵員輸送車126台が配備され、さらに3個偵察装甲戦隊は22両の戦車を保有しており、総計3台の装甲司令車が所属していた。第2軽機械化師団はAMR35戦車をこの任務に使用したが、この軽戦車が製造中止になったため、第3軽機械化師団はH35を代わりに使用した。

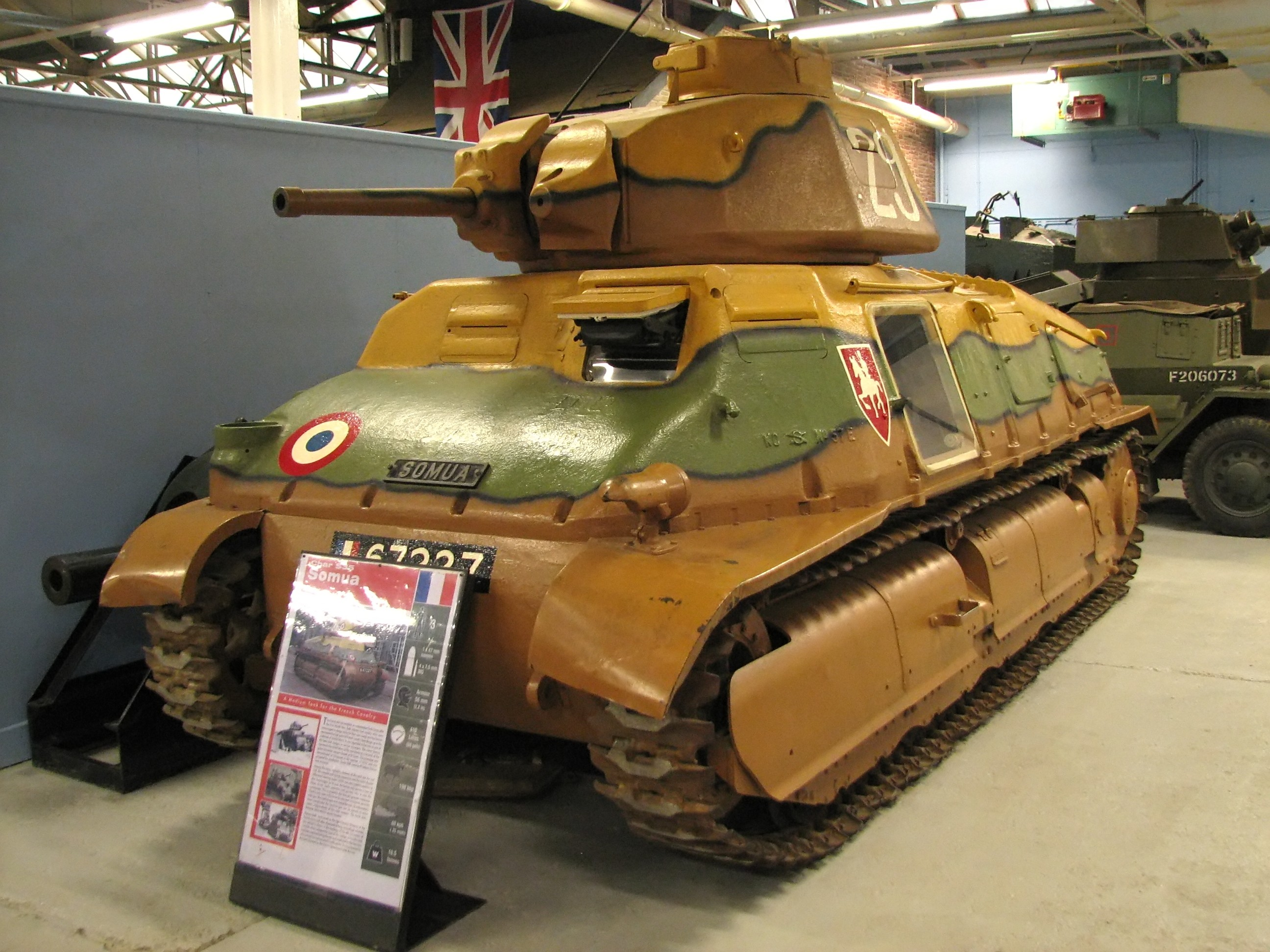
ボービントン戦車博物館の ソミュア S35。ドイツ軍のＩ号戦車、II号戦車より装甲厚で上回った。

各戦車の合計はS35戦車176両、H35戦車238両、AMR35戦車66両、パナール178装甲車88両（系統的軍事予備を含む）となっており、両軽機械化師団には戦車240両、パナール44両が所属していた。第3軽機械化師団は主に、こんにち「H39」とも呼ばれるH35でも最高速度がより速い「軽戦車1935年型H-1939年改」を使用したが、偵察装甲戦隊一つに配備された22両は最初に生産された低速な車両400台の一部であり、改良されたものは第2軽機械化師団だけが保有していた。オチキス戦車の両バージョンのほとんどの装備は21口径の短砲身37mm砲で、対戦車能力は弱かった。オチキス戦車のうち5分の1にあたる一部の小隊と戦隊指揮官用の車両には、より強力な35口径の長砲身37mm砲が装備されていた。
第2軽機械化師団の詳細な部隊編成は以下の通りである。
戦闘旅団として第13、第29騎兵連隊（戦車部隊）が所属する第3軽機械化旅団、第2の旅団として第8胸甲騎兵連隊（偵察連隊）と第1竜騎兵連隊（機械化歩兵連隊）が所属する第4軽機械化旅団があった。第3軽機械化師団には第1、第2胸甲騎兵連隊（戦車連隊）が所属する第5軽機械化旅団、第12胸甲騎兵連隊（偵察連隊）と第11竜騎兵連隊（機械化歩兵連隊）が所属する第6軽機械化旅団があった。

### ドイツ軍

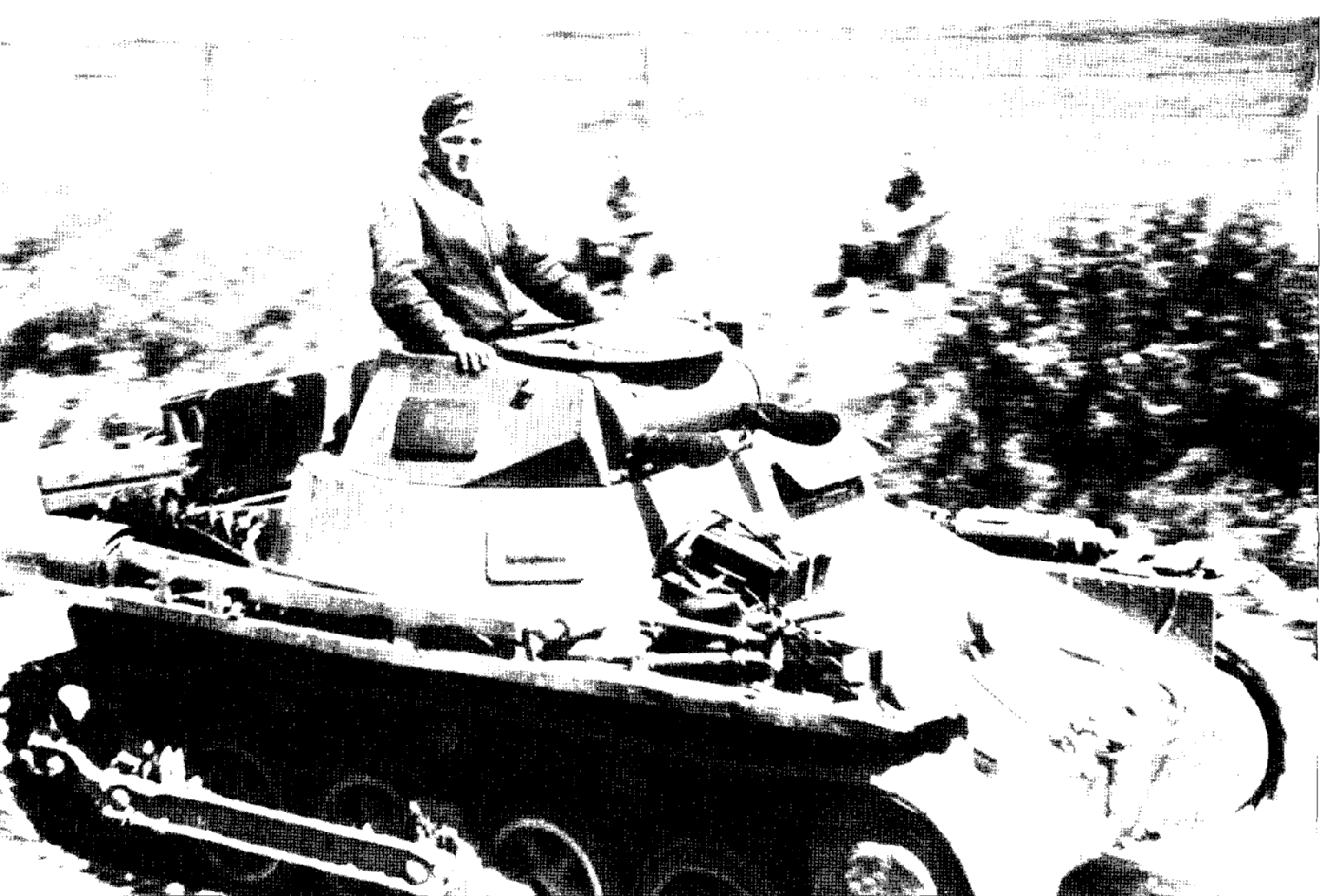
西部戦線におけるI号指揮戦車

ドイツ装甲師団もフランス軍のように2個戦車連隊とともにそれぞれ装甲旅団が所属していた。旅団は2個戦車大隊で編成されていた。それぞれの戦車大隊には戦車を19両保有する2個軽中隊が所属しており、部隊編制上は主戦力としてIII号戦車が、中隊には15両のIV号戦車が所属していたが、これらの型式の戦車が不足していたため、軽戦車のI号戦車、II号戦車が過半数を占めていた。ドイツ装甲師団が5月10日の時点で使用できた戦車の型式ごとの正確な数字が伝わっているが、第5、第6装甲連隊が所属する第3装甲旅団を配下に置く第3装甲師団は戦車314両（I号戦車117両、II号戦車42両、III号戦車42両、IV号戦車26両）を、第35、第36装甲連隊が所属する第5装甲旅団を配下に置く第4装甲師団は戦車304両（I号戦車135両、II号戦車105両、III号戦車40両、IV号戦車24両）を保有していた。このように第16軍団は合計で戦車618両（I号戦車252両、II号戦車234両、III号戦車82両、IV号戦車50両）を保有していた。これらの戦車のほかに第3装甲師団には機関銃が装備されただけの無線指揮戦車27両が所属しており、第4装甲師団には10両が所属していた。また、各師団は装甲車56両が所属していた。第16軍団のII号戦車の大部分が装甲を新しい基準の30mm厚に換装されておらず、これはフランスの21口径37mm砲でさえ突き破ることができた。
フランス軍の機械化歩兵連隊には3個機械化歩兵大隊が所属しており、騎兵軍団の総合歩兵戦力は6個大隊であった。それに対し、ドイツ第16軍団には7個自動車化歩兵大隊が所属していた。フランス軍の部隊は対戦車砲を少数装備しているだけで、1個師団ごとに25mm12門、47mmSA 37砲8門と、25mm対空砲6門が配備されていた。またフランス軍は火砲の配備もアンバランスであった。ドイツ装甲師団には68門（7.5 cm leIG 1824門を含む）が配備されていたのに対し、フランス軽機械化師団にはそれぞれ36門が配備されていた。これには軍団所属の火器は含まれておらず、ドイツ軍には4個砲兵連隊と重砲兵中隊が所属していたのに対し、対してフランス騎兵軍団にはたった2個の75mm野戦砲連隊（うち1個は25mm対戦車砲12門を装備）だけが軍団直轄部隊として所属していた。

## 戦闘

### 5月12日、フランス軍の防衛成功

#### 朝
5月15日、ドイツ第4装甲師団は最初の目的地アニューを占領するために進行し、朝にはその地域に到着した。ドイツ第6軍司令官ヘプナーは第3、第4装甲師団に第6軍の側面を守るためアニューを確保するよう命令を下した。燃料不足により師団砲兵と歩兵の支援が装甲部隊に追いついておらず、アニューへの即時攻撃は危険だったため司令官シュテヴァーは燃料の空中投下を要求した。その朝、第4装甲師団はフランス軍装甲部隊の戦車25両と遭遇した。師団所属の第35装甲連隊は激しい抵抗に遭いながらアニューへ進行した。第4装甲師団は損傷のためにフランス軍戦車7両しか撃破できなかった。フランス軍機甲部隊は隠匿配置され、戦闘中に数回反撃した。戦闘はフランス軍の撤退により終了した。ドイツ第4装甲師団は戦車の損失5両に対しフランス軍戦車9両を撃破した。第4装甲師団はクルアン（Crehen）へ向けて進撃、フランス第2胸甲騎兵連隊を包囲した。しかしフランス第2軽機械化師団のソミュアS35戦車はドイツ軍の包囲線に突破口を開き多大な損害を被りながらも包囲を脱出した。今やドイツ第4装甲師団の側面が危険にさらされた。

#### 夕方
第3装甲師団はこの脅威に対応するために移動を開始、16時半、ドイツの第6軍は航空偵察を要請した。ドイツ空軍はオール（Orp）に機甲部隊、ジャンブルーに自動車化部隊が配備されていると報告した。ヘプナーは第3装甲師団に実効性のある防衛を阻むために連合軍への攻撃を命じた。ワンザン（Wansin）とティヌ（Thisnes）にあるフランス軍の拠点から激しい砲撃を受けドイツ軍は後退した。フランス軍は再び反撃し、両軍の装甲部隊は砲撃戦を行ったが、こう着状態に陥り、両軍はお互いに攻撃開始地点へ退いた。
20時にシュテヴァーはヘプナーに2個フランス機械化師団が彼の前方におり、一つは自分の陣営の正面、もう一つはムエーニュ川（Mehaigne）の向こう側にいるのは間違いないと話した。両者は翌日に大規模な攻撃を行うことで合意した。計画は第4装甲師団をジャンプルー右方面に集結し、第3装甲師団が共同で活動することで一致した。
ドイツ軍は夜間にフランス軍を再び攻撃し、フランス軍の防衛力を試した。ワンザンのフランス防衛拠点は一晩中、ドイツ軍の狙撃手と戦い、5月13日早朝、最終的に撤退した。第3軽機械化師団はティーネン近辺のジャンドゥルヌイユ（Jandrenouille）とメルドール（Merdorp）の戦線に残った。第2軽機械化師団は最初の戦線を占拠した。唯一の攻撃は第2軽機械化師団と第3軽機械化師団の接続部にあたるウィンソン（Winson）で行われたが、ヘプナーは目標を攻略することはできなかった。「最初の日にフランス装甲部隊はドイツ軍に反撃し、報告にたがわず勝利を納めたのが明らかになった」。

### 5月13日

#### 朝の戦闘
ドイツ軍は平野の南東部に向けてマース川を越えて攻撃を開始したが、主力はドイツ国防軍だった。ヘプナーは北方面へ妨害攻撃を開始し強力なフランス第1軍の動きを封じたため、第1軍は南東部の戦争に介入することができなかった。ヘプナーは新たに到着した第3装甲師団の全面に展開する敵の部隊は弱いとする一方で、第4装甲師団が対峙しているのはアニュー、ティヌ（Thisnes）を放棄したの強力なフランス機械化部隊であり、別のフランス機械化師団がムエーニュ川（Mehaigne）の南にいると考えていた。昼近くドイツ空軍は敵の防衛力を弱めるために攻撃した。第3装甲師団はトランベ（Thorembais）へ向かい進撃した。第4装甲師団はペルヴェ（Perwez）へ向け、強力とであると予想されたベルギー軍の対戦車防衛線に対して平行に進軍した。かくして第16軍団は第6軍からジャンブルーへ向かえという命令により後退した。
フランス第12胸甲騎兵連隊とその南側の第11竜騎兵連隊の第3大隊は装甲車の支援を受けたドイツ軍歩兵連隊の波状攻撃を退けた。ドイツ第18歩兵師団はフランス軍の陣地へ侵入した。フランス司令部は第1胸甲騎兵連隊の戦車で反撃し、戦線の回復しようとこころみたが、第3軽機械化師団の戦線が沈静化した。午後にフランス司令部は退却を命令したが、ドイツ歩兵連隊は追撃に手間取り連合軍の部隊は撤退に成功した。フランス第2軽機械化師団はヘプナーの攻撃を計画していた場所の真南に配置されていた。早朝、第2軽機械化師団は第3軽機械化師団が受けている圧力を軽減するためにムエーニュ川から メルドール・クルアン戦線へ、ソミュアS35戦車30両を派遣した。攻撃はクルアン近郊で敵戦車と対戦車砲の砲火よる激しい攻撃で多大な損失を受け撃退された。第2軽機械化師団を指揮していたブグラン（Bougrain）将軍は敵の侵入をきっかけにユイ（Huy）にいるベルギー軍の大規模な駐屯地が分断される怖れがあったため、ユイのすぐ北のモア（Moha）、ワンズ（Wanze）でムエーニュ川を越えて装甲車で攻撃を行うことを命令した。ブグランは主導権を取り戻すために、予備戦力の戦車を転用した。午後3時、フランス軍の偵察機はクルアン南東にドイツ装甲部隊が大集合していることを報告した。第2軽機械化師団はこれに介入できる予備戦力をすでに保持していなかった。
ブグラン配下の竜騎兵と自動車化歩兵は一連の孤立した防衛拠点で伸びきっており、敵の侵入に弱かった。ブグランはベルギーからの要請を断り、第III軍団はブグランの戦線を経由してリエージュ地域から後退、ムエーニュ川で部隊を補強した。
ドイツ軍司令部は第2軽機械化師団の主な攻撃を妨害していたため、その外見から伺われる潜在能力を恐れ続けていた。それが装甲車両を備えた第35、第61、第269歩兵師団とその他の4個部隊を集結させた理由だった。この部隊はユイ北方に存在したフランス軍の拠点へ侵入したが、ベルギー軍装甲部隊の注意をアニュー西のフランス軍プリウー騎兵軍団に備えて集結していたヘプナーの部隊から逸らし、そちらへ向けさせることになった。。

#### オールの戦闘
ドイツ軍は攻撃を開始した。第3装甲師団はマリル（Marilles）、オール（Orp）へ、第4装甲師団はティヌ、メルドールへ向けて進撃した。激戦の後、ドイツ師団は小部隊でのムエーニュ川の渡河を強いられた。オール近郊でドイツ軍、連合軍、双方の装甲部隊が集結し激突した。フランス軍が小編成で作戦を展開したのに対し、ドイツ軍は戦力を結集したため戦力で勝っていた。第3装甲師団は側面に配置された。そして後方を攻撃されたが、これは第3装甲旅団の小部隊によって撃退された。午後4時、ドイツ歩兵連隊はオールを確保したが、それに伴いフランス軍の士気が揺らぎ始めた。第3軽機械化師団は約100両のドイツ戦車がオール、マリルの前面にいると気付いていた。第3軽機械化師団北部戦区の指揮官、ドダール・デ・ロジュ（Dodart des Loges）大佐は退却を命令し、残存していた竜騎兵部隊が撤退すると、ロジュ配下のオチキスH35戦車は第1胸甲騎兵連隊のオチキス戦隊2隊と共に反撃を行った。フランス軍はドイツ装甲部隊を川まで押し戻した。この戦いでの損失は両軍ともども同じ規模で、フランス軍はドイツ戦車6両に対して4両を損失したと主張している。第1胸甲騎兵連隊を指揮するデ・ヴェルヌジュール（de Vernejoul）大佐はオールからジャンデリン（Jandrain）へ進撃しているドイツ装甲部隊を停止させるためソミュアS35戦車を36両派遣した。ドイツ装甲部隊がフランス軍を攻撃し、フランス軍はこの攻撃で不意打ちをくらった。同程度の数の戦車がフランスの攻撃から自軍を援護した。
この攻撃がフランス第3軽機械化師団のドイツ第3装甲師団を阻止するために上げた主な戦果であった。フランス第2軽機械化師団はドイツ第4装甲師団の戦力の弱い側面へ攻撃を開始し、そしてフランス戦車部隊の小さな一団が突破したが、ドイツ第654対戦車大隊によって速やかに対処された。こうした単独で散発的な急襲は特別として、フランス第2軽機械化師団はドイツ第4装甲師団の側面に対して攻撃を試みようとはしなかった。

#### 午後の戦闘
午後、ドイツ第4装甲師団はメルドールへの攻撃を開始した。フランス軍砲兵が砲撃し始めると、これにドイツ軍砲兵が応戦した。フランス軍は機甲部隊を放棄された町へ押し込み、巧みにドイツ装甲部隊に目標を攻撃しづらくさせて守備位置を交換した。ドイツ戦車部隊は町の左側面周辺を迂回することにしたが、フランス機甲部隊の攻撃に対して退却を余儀なくされた歩兵連隊を攻撃に晒すことになった。ドイツ軍戦車は素早くUターンすると開けた場所でフランス軍と交戦した。初期の段階ではフランス軍は優れた機甲部隊とその火力のおかげで優勢を保ったが、戦略に重点を置くドイツ軍は機甲部隊をフランス軍の急所に集中させ、その効果が出始めた。フランス歩兵部隊の小さなグループはドイツ軍の後方から侵入し攻撃をしかけたが、ドイツ歩兵連隊はどんな抵抗も押しつぶした。
この時点でドイツ第3、第4装甲師団はジャンデリンへ進撃していた。町の外で激しい戦車戦が起こり、戦車数でフランス軍を上回るドイツ軍はフランス軍のソミュアS35戦車22両を完全に破壊を報告した。ドイツ軍はこの地域と町を確保した。ドイツ軍の報告によれば、捕虜400名、4ないし5両の戦車が捕獲された。フランス軍及び第2、第3軽機械化師団は西へ撤退を開始した。ドイツ装甲師団はもはや側面攻撃を恐れずに済んだため前進し、夜には残存していた敵と交戦した。第3装甲旅団はこの日、総計で54両のフランス戦車を撃破、うち36両が第5装甲連隊、18両が第3装甲連隊によるものだった。ドイツ軍の損害は「わずか」であるかのように記載され、第6装甲連隊は暫定的な損失として戦車2両を報告した。ドイツ軍はこの戦闘により多くの戦車が使用不可能に陥ったが、戦場の安全が確保されたため、そのほとんどが修理された。フランス第3軽機械化師団の残存部隊はボーヴシェン（Beauvechain）、ラ・ブリュイエール（La Bruyere）、ピエトラベ、アンクール、ペルヴェを結ぶ防衛線に配置されたベルギー軍の対戦車用障害物の後部に並んでいた。翌朝、第2軽機械化師団はペルヴェ戦線の南へ撤退した。

### 5月14日

#### ペルヴェからの攻撃
5月14日朝、ドイツ軍はペルヴェの攻撃を開始した。シュトゥンプフ率いるドイツ第3装甲師団はジャンブルー近辺で新たな連合軍防衛線と交戦し、第4装甲師団はペルヴェでその中央を突破することになっていた。ヘプナーは歩兵連隊の支援無しに攻撃を始めるよう命令したが、結局、フランス軍の拠点を突破することができなかった。第4装甲師団はペルヴェ周辺の深い森で抵抗しているフランス機甲部隊と遭遇し、悪戦苦闘の末、歩兵連隊の支援を受けフランス軍を撃破した。フランス第1軍は歩兵連隊の背後に戦車を再配置して戦線を拡大した。支援無しに戦線を拡大したフランス軍は戦力で勝るドイツ軍の連合部隊（combined arms）の集結により撃破された。ドイツ第3装甲師団はフランス第2軽機械化師団の激しい抵抗によって食い止められた。激しい戦いが起こり、多数のフランス戦車の出現はドイツ司令部を狼狽させた。彼らは大規模な反撃が開始されたと考えたが、実のところフランス軍にとっては後衛戦であった。両軍は戦車戦で多大な損害を被ったが、夜になるとフランス第2軽機械化師団は後衛戦を停止させた。ドイツ軍司令部は落ち着きを取り戻したが、連合軍は5月15日に行われたドイツ軍の大規模な攻撃に応じるだけの再編成を行う時間を稼いだ。

## その後
ドイツ軍のIII号戦車とIV号戦車は戦地に進行するフランスのソミュアS35戦車に対抗できる唯一の戦車だった。西部戦線において、ソミュアS35戦車は最も手ごわい戦車という考えが一般的であった。勝率1対2の劣勢にもかかわらず、ドイツ軍は質と数において優勢だったフランス軍をどうにか撃破することができた。ドイツ軍の取り柄は戦術的な配備に優れていたことであった。無線機と機動性を利用し、ドイツ軍は第一次世界大戦の時と同じく柔軟性に欠ける固定的な位置取りをしたフランス軍に作戦で勝利した。フランス軍にはそのような流動性も機動性もなく、無線通信もできなかった。このような戦術的、作戦的有用性が失われたことにより効果的な調整が妨げられた。またドイツ軍の戦車にはより多くの乗員が搭乗しており、フランス軍戦車の戦車長は砲手、補助砲手を勤めなければならないのに対して、ドイツ軍の戦車長は命令に集中することができた。この戦いによって連合部隊を用いる作戦と戦術においてフランス軍が劣ることが強調された。
ドイツ軍の作戦はジャンブルーでフランス第1軍を出し抜くことに失敗したにもかかわらず、フランス第3軽機械化師団に勝利した。さらに、ドイツ軍の急襲が南東のマース川全域で決定的な成功を収め、その間、ヘプナーのベルギーの平野部への進撃はフランス第1軍と騎兵軍団の一部の動きを封じた。ドイツ軍はヘプナーの装甲部隊とその近隣の部隊がフランス第1軍の動きを封じ無力化することを望んでいた。しかし5月15日、フランス第1軍はドイツ装甲部隊（Panzewffe）を観測して作戦行動を起こすの必要な時間と場所を確保し、適切な位置取りをした。結局、フランス第1軍が犠牲となり南東を突破したドイツ装甲部隊の大半を停止させた。そしてイギリス海外派遣軍と他のフランス軍がダンケルクから撤退することを可能になったのである。